# Tetrias
Tetrias is een geslacht van kreeftachtigen uit de klasse van de Malacostraca (hogere kreeftachtigen).

## Soorten
- Tetrias fischerii (A. Milne-Edwards, 1867)
- Tetrias scabripes Rathbun, 1898